# Al-Fustat
al-Fusṭāṭ (in arabo الفسطاط‎?) è il primitivo nucleo urbano che, nel X secolo, in epoca fatimide diverrà Il Cairo.

## Origine del nome
Vi sono due etimologie possibili per spiegare l'origine del toponimo arabo "al-Fusṭāṭ". La prima collega il nome alla parola greca fossaton - a causa del fossato che circondava la fortezza di Babilonia, assediata con successo dalle truppe arabo-musulmane nel VII secolo d.C. - mentre la seconda si rifà allo stesso sostantivo arabo fusṭāṭ che significa "tende", volendo ricordare che, proprio davanti alla fortezza anzidetta, il comandante arabo ʿAmr b. al-ʿĀṣ pose gli attendamenti delle sue truppe impegnate nell'assedio.
Una volta costretti alla resa condizionata i difensori nel 641, il Califfo ʿUmar ibn al-Khattāb decise che quello sarebbe stata la capitale di governatorato (wilāya) dell'Egitto (Misr). Con il proseguire delle conquiste da essa dipese la wilāya d'Ifrīqiya dalla quale, a sua volta, dipendeva il sotto-governatorato di al-Andalus, con capitale Cordova.

## Storia

### Storia antica
Al-Fusṭāṭ, al pari di Kūfa, Basra e Qayrawān, era un miṣr che, in lingua araba, prese a significare "campo fortificato" e proprio da essa e da Kufa partì la prima imponente contestazione degli assetti politico-istituzionali islamici all'epoca del terzo Califfo ʿUthmān ibn ʿAffān, che portarono alla prima gravissima crisi (fitna).
La città, ingranditasi col passar del tempo fino a diventare uno dei più importanti e popolosi centri urbani dell'intero califfato, riacquistò coscienza del proprio ruolo, come capitale dell'Egitto, solo con Ahmad b. Tūlūn nel IX secolo e, dopo una breve riconquista califfale e un'amministrazione affidata alla dinastia ikhshidide, l'Egitto fu conquistato dagli ismailiti Fatimidi, il cui lungo periodo di regno si concluse solo all'epoca di Saladino.
Per quella data però al-Fusṭāṭ era stata soppiantata dalla città del Cairo, che il nuovo potere volle le si sviluppasse accanto, senza soluzione di continuità, seguendo la direttrice NE. Il Cairo divenne non solo il centro del potere politico e militare ma inevitabilmente attirò artigiani e corporazioni che la svilupparono in modo notevole, mentre al-Fusṭāṭ mantenne comunque una sua significativa presenza. Essa però si affievolì alquanto dopo l'incendio che la devastò e che fu forse appiccato dall'Imām fatimide al-Ḥākim ai primi dell'XI secolo, probabilmente per punire i suoi abitanti dell'opposizione che gli manifestavano tramite libelli ostili alla sua bizzarra e per certi aspetti folle e intollerante politica interna. Un secondo incendio fu provocato nel 1168, sempre dal potere politico: responsabile fu il wāsiṭa Shawar, che voleva in tal modo impedire ai Crociati (che s'erano spinti in Egitto per eliminare il pericolo fatimide) di saccheggiare la città, depredandone le ricchezze.
al-Fusṭāṭ aveva all'epoca mantenuto una sua vitale attività commerciale e non è un caso che la vasta, ricca e colta comunità ebraica della città, vi abbia costituito e costruito varie imprese mercantili e diverse sinagoghe, in una delle quali (la cosiddetta " Genizah de[gl]i [Ebrei] palestinesi"), ci si dimenticò verso l'ultimo quarto del IX secolo di procedere al seppellimento rituale dei lacerti di carta, papiro o pergamena su cui comunque compariva il sacro nome di Dio mentre la stanza riservata al materiale veniva murata.
Della documentazione contenuta comunque in quei lacerti (utilizzati al massimo delle loro possibilità, visto l'alto costo del materiale), a partire dalla data del rinvenimento (fine del XIX secolo) si è occupato con grande dottrina lo studioso neerlandese Shlomo Dov Goitein, che contribuì in maniera decisiva a tracciare uno stupefacente (perché insospettato) quadro economico della società egiziana dell'epoca (X-XII secolo), in cui in un clima di sostanziale e diffusa tolleranza fiorirono economicamente ma anche culturalmente i rapporti tra la componente ebraica, cristiana e musulmana sunnita dell'Imamato fatimide.
al-Fusṭāṭ è ancor oggi indicata come "Vecchia Cairo" (Miṣr al-Qadīma) e mantiene una sua significativa presenza economica e culturale grazie alla persistente vivace presenza copta. Proprio lungo la linea di confine ideale fra la Vecchia e la Nuova Cairo, antistante alla moschea dedicata ad ʿAmr ibn al-ʿĀṣ, si erge il famoso Museo di Arti Copte, insistente sulle rovine dell'antica fortezza di Babilonia.